# 목장이야기 (비디오 게임)
하베스트 문(Harvest Moon, 일본어: 牧場物語, Bokujou Monogatari, Ranch Story)은 1996년 슈퍼 패미컴 기종으로 일본에 발매된 게임이다. 게임은 나츠메사에 의해 1997년 미국에 발매되었고 하베스트 문 게임시리즈에서는 첫 번째 게임이다. 게임은 목장을 운영하는 플레이어를 주위로 진행된다.
하베스트 문은 슈퍼 패미컴 게임중 가장 진귀한 게임 가운데 하나이다. 게임 카트리지만으로도 이베이에서 높은 가격에 거래되며 개봉되지 않은 신품은 100달러 이상 되는 가격에 거래되기도 한다. 게임은 닌텐도 위 게임기의 버추얼 콘솔 게임으로 유럽에는 2008년 1월 4일에 미국에는 2008년 2월 11일 발매되었다.

## 게임플레이
게임플레이는 일상적인 일들로 구성되어 있고 플레이어는 최대의 이익을 얻으려면 시간을 현명하게 전략적으로 이용해야 한다. 농작물들은 매일 물을 공급 받아야 한다. 수분의 부족 때문에 농작물이 죽지는 않지만 수분의 부족은 농작물이 계속 자라지는 않는다. 동물들은 달걀이나 우유 생산을 유지하도록 하루에 한 번은 사료를 먹어야 한다. 닭은 사료만을 요구하지만 소는 꾸준히 이야기해 주어야 하고 빗질을 해주어야 하며 건강을 유지하려면 우유를 짜 주어야 한다. 소는 날마다 사료를 주지 않으면 병에 걸릴 수도 있고 심지어는 죽을 수도 있다. 닭이 죽을 수 있는 단 두 가지 방법은 야외에 남아 폭풍에 날아가거나 또는 야생 늑대에게 잡혀먹히는 경우이다. 날이 어두워지고 나서 플레이어가 마을에서 출입 할 수 있는 곳은 여러 NPC가 모여서 술을 마시고 잡담을 나누는 술집이다.

### 진행
플레이어는 다양한 수단을 통해 게임을 진행할 수 있다.
- 땅을 개간하기. 어떠한 농작물이든 씨를 뿌리기 전에는 잡초, 바위 그리고 나무 그루터기 등이 땅으로부터 정리되어야 한다. 땅이 경작지가 되기 전까지 플레이어는 반드시 토양을 갈아야 한다.
- 순무, 감자, 토마토 그리고 옥수수 등을 경작지에 심고 물을 주고 이러한 야채들을 수확해서 팔면 수익을 얻을 수 있다.
- 가축을 기르기: 달걀과 우유를 생산하는 닭과 소를 기를 수 있다. 잡초를 심고 그것을 건초로서 수확하면 플레이어는 이러한 가축들을 먹일 수 있다. 소는 완전히 자란 목초지에서 풀을 뜯어 먹을 수 있다.
- 농가를 확장하기. 목재를 모으기 위해 도끼를 사용하면 플레이어는 더 큰 집을 짓는 데 필요한 나무를 벨 수 있다. 농가를 확장하는 데는 목재뿐만 아니라 돈을 또한 필요로 한다.
- 결혼하기. 마을에 있는 다섯명의 소녀들은 잠재적인 신부이다. 선물을 주고 적절한 날에 방문을 하고 각각의 소녀에게 맞는 특정 미션을 수행하면 플레이어는 결혼을 할 수 있고 소녀를 플레이어 자신의 농장으로 옮길 수 있다.
- 아이들을 낳기. 게임이 진행되는 동안 플레이어의 아내는 두 명의 아아들을 낳을 가능성이 있다. 충분한 시간이 주어지면 플레이어의 아이 중 한 아이는 아장아장 걸을 수 있을 때까지 자랄 것이다.
- 집을 증축하기:일정량의 목재와 돈이 있으면 산에 있는 목수에게 부탁해 집을 2번 증축할 수 있다.

### 세계
게임에서 플레이어가 갈 수 있는 지역은 세 곳이 있다. 플레이어의 농장과 건물, 근처 마을의 집과 상점 그리고 목수가 사는 근처의 숲이다. 숲의 북쪽은 산이 있다.

### 계절
일 년은 30일 단위의 네 개의 계절이 있고 매일 플레이어는 날이 어두워지기 전까지 제한된 시간을 가지고 있다. 시계는 오후 6시에 정지하고 나중에 나온 하베스트 문 시리즈의 게임과는 다르게 플레이어는 에너지가 떨어지기 전까지 원하는 만큼 페널티 없이 오랫동안 바깥에 머물 수 있다.

### 농장경영
농작물, 달걀 그리고 우유는 매일 오후 5시 운송업자가 수거하는 콜렉션 박스에 담을 수 있으며 플레이어는 다음날 아침에 지불을 받게 된다. 또한 플레이어는 판매를 위해 허브와 야생과일을 채집할 수 있다. 작은 연못에서는 낚시를 할 수 있다. 플레이어는 오직 봄과 여름 기간동안에만 야채를 경작할 수 있으며 가을에 자라는 것은 오직 건초뿐이다. 겨울에는 아무것도 자라지 않는다.

#### 연장
플레이어는 물뿌리개, 도끼, 괭이, 낫 그리고 망치와 같은 기본적인 연장을 가지고 게임을 시작한다. 모든 이러한 연장들은 플레이어가 특정한 사이드 퀘스트를 완수한다면 업그레이드 될 수 있다(물뿌리개의 업그레이드는 상점에서의 구입을 통해서만 할 수 있다). 게임에서 플레이어는 단지 두 개의 연장을 동시에 가지고 다닐 수 있다.

### 특별한 이벤트
치트없이 255년까지 진행 시 제작자들의 감사하다는 말이 나온후 다시 200년부터 진행한다.

## 평가
하베스트 문의 위 버추얼 콘솔 출시에 대해 IGN은 게임의 훌륭한 16-bit 그래픽과 중독성있는 게임플레이에 대해 칭찬하면서 8.5점의 점수를 주었다.